# 릴리앙 튀람
뤼디 릴리앙 튀람윌리앵(프랑스어: Ruddy Lilian Thuram-Ulien liljɑ̃ tyʁam[*], 1972년 1월 1일 ~)은 프랑스의 작가이자 박애주의자이자 은퇴한 축구 선수로 현역 시절에 수비수로 활약했다. 당대 최고의 수비수로 손꼽히던 그는 날렵하고, 강력하고 다재다능한 선수로, 중앙 수비수로나, 우측 수비수로나 모두 활약할 수 있었고, 공수 양면에서 모두 두각을 나타냈다.
그는 자국 리그의 모나코에서 프로 선수로 입문했고, 15년 동안 프랑스, 이탈리아, 그리고 스페인의 1부 리그에서 활약했는데, 전성기에 파르마와 유벤투스에서 뛰다가 바르셀로나에서 은퇴했다. 프랑스 국가대표팀 일원으로, 튀람은 1998년 월드컵 우승 당시 주축 선수로 활약했다. 그는 프랑스 대표팀 일원으로 유로 2000도 우승했고, 2006년 월드컵에서는 준우승을 거두었다. 튀람은 1994년부터 2008년까지 142번의 프랑스 국가대표팀 경기에 출전해 최다 출전자 기록을 세웠지만, 나중에 위고 요리스가 이 기록을 2022년에 경신했다.
튀람은 경기 외적으로 "학구적인" 인물로 수식되었다. 2010년, 그는 국제 연합 아동 기금(UNICEF)의 홍보대사로 위촉되어 반인종차별 운동을 주도하며 주목을 받았다.

## 유년 시절
튀람은 프랑스령 서인도 제도의 과들루프 출신이다. 그의 가족은 1981년에 프랑스 본토로 이주했다.

## 클럽 경력
튀람은 1991년에 리그 1의 모나코에서 프로 무대 신고식을 치렀다. 그는 이후 파르마(1996–2001)을 거쳐 유벤투스(2001–2006)로 £25M에 이적했고, 2006년에는 바르셀로나로 이적했다.

### 모나코
튀람은 1991년에 모나코에서 프로 무대 신고식을 치렀다. 그는 프로 1년차에 단 1경기만을 출전했지만, 그 다음 시즌에 정식으로 1군 일원이 되어 19번의 경기를 출전했다.
그는 1992년 말에 들어 주전 명단에 이름을 올렸고, 리그 1 구단을 일원으로 155번의 경기에 출전하다가 1996년 여름에 파르마로 이적했다. 그는 모나코 시절이었던 1994년에 프랑스 국가대표팀 신고식도 치렀다. 그는 모나코 일원으로 1991년 쿠프 드 프랑스 우승을 거두었고, 이듬해 유러피언 컵위너스컵 결승에도 올랐다. 그는 모나코에서 5년을 보내며 총 11번의 득점을 올렸다.
한편, 튀람은 4-1로 이긴 스파르타크 모스크바와의 1993-94 시즌 챔피언스리그 경기에서 자신의 처음이자 마지막 챔피언스리그 득점을 성공시켰다.

### 파르마
1996년 7월, 튀람은 세리에 A의 파르마로 거액에 입단하며 이탈리아 무대를 밟았다. 그는 1년차에 모든 대회를 통틀어 40번이 넘는 경기에 출전해 1골을 기록했는데, 파르마는 유벤투스에 이어 1996-97 시즌 세리에 A를 2위로 마감했다. 그는 파르마 시절 내내 주전 선수로 활약했는데, 163번의 세리에 A 경기에 출전해 리그에서 1골을 기록했다. 모든 대회를 통틀어, 그는 파르마 소속으로 200번이 넘는 경기에 출전해 명성을 날렸고, 프랑스 국가대표팀에도 주기적으로 출전했다.
코파 이탈리아 결승전에 진출하고 세리에 A를 4위로 마치는 인상적인 시즌을 보낸 후, 튀람은 동료 잔루이지 부폰과 함께 유벤투스로 둥지를 옮겼다. 그의 이적료는 80B ITL(€41,316,552)였다.
파르마 시절, 그는 나중에 유벤투스의 동료가 되는 부폰과 파비오 칸나바로와 함께 1998-99 시즌에 UEFA컵과 코파 이탈리아를 석권했고, 곧바로 그 해 수페르코파 이탈리아나도 들어올렸다.

### 유벤투스
2001년 여름, 튀람은 수문장 잔루이지 부폰과 함께 유벤투스에 입단했다. 튀람은 토리노 연고 구단 일원으로 5년을 보내며 치로 페라라, 파올로 몬테로, 잔루카 페소토, 마르크 율리아노, 알레산드로 비린델리, 이고르 투도르, 잔루카 참브로타, 니콜라 레그로탈리에, 파비오 칸나바로, 조르조 키엘리니, 페데리코 발차레티, 그리고 조나탕 제비나와 수비진을 이루어 발을 맞추었다. 튀람은 1년차에 마르첼로 리피 감독의 지휘 하에 우측 수비를 맡았고, 2001-02 시즌 세리에 A 우승을 거두고 코파 이탈리아 결승에 진출했다. 유벤투스는 그 다음 시즌을 2002년 수페르코파 이탈리아나 우승으로 시작했고, 세리에 A 2연패와 챔피언스리그 결승 진출로 마감했는데, 후자의 대회에서 밀란에 승부차기 끝에 무릎을 꿇었다.
유벤투스는 그 다음 시즌 수페르코파 이탈리아나 우승으로 시작했고, 코파 이탈리아 결승에 또다시 진출했지만, 세리에 A에서는 부진한 3위의 성적을 거두었고, 챔피언스리그도 16강에서 데포르티보에 패하며 하차했다. 파비오 카펠로 지휘 하의 2004-05 시즌과 2005-06 시즌에는 파비오 칸나바로와 함께 수비의 중심을 이루었고, 잔루이지 부폰이 골문을 지키고, 조나탕 제비나가 우측을, 잔루카 참브로타가 좌측 수비를 맡아 유럽에서 가장 값이 나가고, 가장 두려움을 주는 수비를 구성했다. 이 2년 동안 튀람은 유벤투스 일원으로 "방패"(Scudetto)를 2차례 더 달았지만, 이 때 거둔 우승은 2006년 이탈리아 축구게이트("칼초폴리", Calciopoli)에 연루되어 취소되었다. 유벤투스에서 5년을 보낸 튀람은 "칼초폴리"의 여파로 스페인 라 리가의 바르셀로나로 이적했다. 그는 백흑군단 일원으로 200번이 넘는 구단의 공식 경기에 출전해 2골을 기록했다.

### 바르셀로나

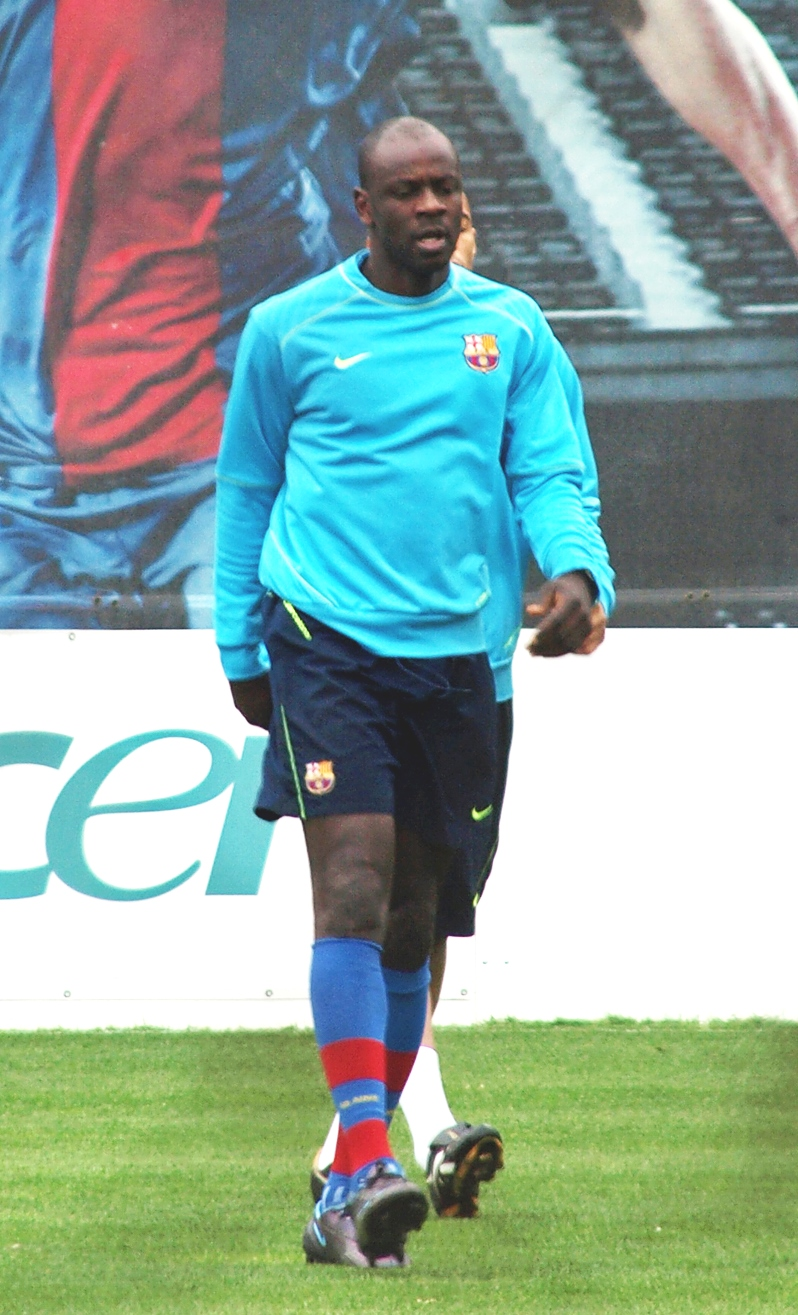
2008년, 바르셀로나의 튀람

2006년 7월 24일, 튀람은 유벤투스가 "칼초폴리" 스캔들에 연루되어 세리에 B로 강등되자 €5M으로 바르셀로나에 입단했다.
튀랑의 마지막 현역 시즌(2007-08 시즌), 그는 카를레스 푸욜, 가브리엘 밀리토, 그리고 라파엘 마르케스에 밀리며 3번째 4번째 중앙 수비수로 꼽혔다.
2008년 6월 26일, 그는 파리 생-제르맹과 1년 계약을 맺고 1년을 추가로 연장할 수 있는 조건으로 이적한다고 보도되었다. 그러나, 그는 형제를 영면에 들게 한 심장 문제와 동일한 문제가 진단으로 발견되어 계약이 취소되었다. 2008년 8월 2일, 그는 건강 문제로 축구화를 벗을 것임을 선언했다.

## 국가대표팀
튀람은 유로 1996을 통해 프랑스 국가대표로 데뷔, 프랑스의 4강 진출을 이끌면서 프랑스 국가대표 주전 풀백으로 자리잡았다. 그리고 1998년 FIFA 월드컵, 유로 2000에도 출전해 모두 프랑스의 우승을 이끌었는데, 특히 크로아티아와의 1998년 FIFA 월드컵 준결승전에서 최고의 활약을 보여줬다.
후반 초반에는 상대 공격수 다보르 슈케르에 선제골을 내줬으나, 이후 두 골을 몰아치면서 프랑스의 결승 진출을 이끌었다. 브라질과 맞붙은 결승전에서는 상대 선수들의 공격을 효과적으로 차단하면서 3:0 대승을 이끌어 냈다. 이 활약으로 튀람은 이 대회의 브론즈 볼을 수상하였다.
그러나 2002 FIFA 월드컵에는 동료 선수인 지네딘 지단의 공백 때문인지 프랑스는 부진한 모습을 보였고, 1무 2패 무득점이라는 최악의 성적을 거두면서 A조 최하위로 예선 탈락의 수모를 당했다.
유로 2004에서도 팀의 8강 진출을 이끌었지만 프랑스는 그리스와의 8강전에서 졸전을 펼친 끝에 1:0으로 패하고 말았다. 튀람은 이 대회를 끝으로 국가대표팀에서 은퇴했다.
그러나 2005년 지네딘 지단, 클로드 마켈렐레 등과 함께 대표팀에 복귀했고 프랑스는 월드컵 예선전에서 좋은 모습을 보여주면서 본선 진출에 성공한다.
프랑스는 스위스, 대한민국, 토고와 함께 G조에 편성됐다. 프랑스는 상대적으로 약체로 평가됐던 스위스와 0대 0으로 비기고, 대한민국과의 경기에서도 프랑스 킬러 박지성에게 동점 골을 허용해 1:1로 비기면서 위기에 몰렸다. 다행히 토고와의 3차전에서 2:0으로 승리하면서 스위스에 이은 조 2위로 16강 진출에 턱걸이했다.
그리고 튀람은 토너먼트에서도 최상의 활약을 하면서 프랑스의 준우승을 이끌었는데, 특히 포르투갈과의 준결승전에서는 맨 오브 더 매치 (Man of the match)에 선정되기도 했다. 그러나 프랑스는 지네딘 지단이 마르코 마테라치와의 충돌로 퇴장당한 여파를 이기지 못해 이탈리아에 패하며 준우승에 그치고 말았다.
유로 2008에서 컨디션과 노쇠화 문제로 벤치에서 프랑스의 조별리그 탈락을 지켜봤고, 튀람은 이 대회를 끝으로 프랑스 축구 국가대표팀에서 공식적으로 은퇴했다.

## 출전 통계
| 클럽       | 시즌    | 리그 | 리그 | 컵   | 컵   | 대륙 | 대륙 | 기타 | 기타 | 합계 | 합계 |
| 클럽       | 시즌    | 출전 | 득점 | 출전 | 득점 | 출전 | 득점 | 출전 | 득점 | 출전 | 득점 |
| ---------- | ------- | ---- | ---- | ---- | ---- | ---- | ---- | ---- | ---- | ---- | ---- |
| 모나코     | 1990-91 | 1    |      |      |      |      |      |      |      | 1    | 0    |
| 모나코     | 1991-92 | 19   |      | 4    |      | 4    |      |      |      | 27   | 0    |
| 모나코     | 1992-93 | 37   |      | 2    |      | 4    |      |      |      | 43   | 0    |
| 모나코     | 1993-94 | 25   | 1    | 3    | 1    | 8    | 1    |      |      | 36   | 3    |
| 모나코     | 1994-95 | 37   | 2    | 2    |      |      |      | 3    | 1    | 42   | 3    |
| 모나코     | 1995-96 | 36   | 5    | 3    |      | 2    |      | 3    |      | 44   | 5    |
| 파르마     | 1996-97 | 34   | 1    | 1    |      | 2    |      |      |      | 37   | 1    |
| 파르마     | 1997-98 | 32   |      | 6    |      | 8    |      |      |      | 46   | 0    |
| 파르마     | 1998-99 | 34   |      | 8    |      | 11   |      |      |      | 53   | 0    |
| 파르마     | 1999-00 | 33   |      | 2    |      | 10   |      | 2    |      | 47   | 0    |
| 파르마     | 2000-01 | 30   |      | 8    |      | 7    |      |      |      | 45   | 0    |
| 유벤투스   | 2001-02 | 30   |      | 3    |      | 8    |      |      |      | 41   | 0    |
| 유벤투스   | 2002-03 | 27   | 1    |      |      | 15   |      | 1    |      | 43   | 1    |
| 유벤투스   | 2003-04 | 23   |      | 4    |      | 5    |      |      |      | 32   | 0    |
| 유벤투스   | 2004-05 | 37   |      | 1    |      | 11   |      |      |      | 49   | 0    |
| 유벤투스   | 2005-06 | 27   |      | 4    |      | 8    |      |      |      | 39   | 0    |
| 바르셀로나 | 2006-07 | 23   |      | 2    |      | 4    |      | 1    |      | 30   | 0    |
| 바르셀로나 | 2007-08 | 18   |      | 4    |      | 6    |      |      |      | 28   | 0    |

## 여담
장남 마르퀴스 튀람과 차남 케프랑 튀람도 대를 이어 축구선수로 활동 중이다. 수비수였던 릴리앙과 달리 마르쿠스는 공격수, 케프랑은 미드필더다. 그 중 장남 마르쿠스가 2022년 FIFA 월드컵 프랑스 국가대표로 선발되었다.

## 수상

### 클럽
- 쿠프 드 프랑스 : 우승 (1990-91)
- 세리에 A : 우승 (2001-02, 2002-03)
- 코파 이탈리아 : 우승 (1998-99)
- 수페르코파 이탈리아나 : 우승 (1999, 2002, 2003)
- 수페르코파 데 에스파냐 : 우승 (2006)
- UEFA컵 : 우승 (1998-99)

### 프랑스
- UEFA 유럽 축구 선수권 대회 : 우승 (2000)
- FIFA 컨페더레이션스컵 : 우승 (2003)
- FIFA 월드컵 : 우승 (1998), 준우승 (2006)

### 개인
- 발롱도르 7위 : 1998
- FIFA 올해의 선수 10위 : 1998
- 프랑스 올해의 선수 : 1997
- 구에린도르 : 1997
- UEFA 유로 올스타 팀 : 2000
- FIFA 월드컵 브론즈볼 : 1998
- FIFA 월드컵 올스타 팀 : 1998, 2006
- FIFA 월드컵 MoM[24] : vs. 크로아티아 (1998, 준결승전), vs. 포르투갈 (2006, 준결승전)
- FIFPro 월드 베스트 XI : 2006
- ESM 올해의 팀 : 1998–99, 2002–03
- UNFP 트로페 도뇌르 : 2009
- UNFP 20주년 특별상 : 2011
- FIFA 100 : 2004

#### 서훈
- 레지옹 도뇌르 슈발리에 훈장(5등급): 1998
- 레지옹 도뇌르 오피시에 훈장(4등급) : 2013

## 같이 보기
- A매치 100경기 이상 출전한 축구 선수 명단